# La Fuensanta
La Fuensanta è un dipinto a olio e tempera su tela del pittore spagnolo Julio Romero de Torres. Oggi l'opera è conservata in una collezione privata. La modella del quadro fu María Teresa López, la stessa che avrebbe posato per l'opera La piccola carbonaia dello stesso artista.

## Storia

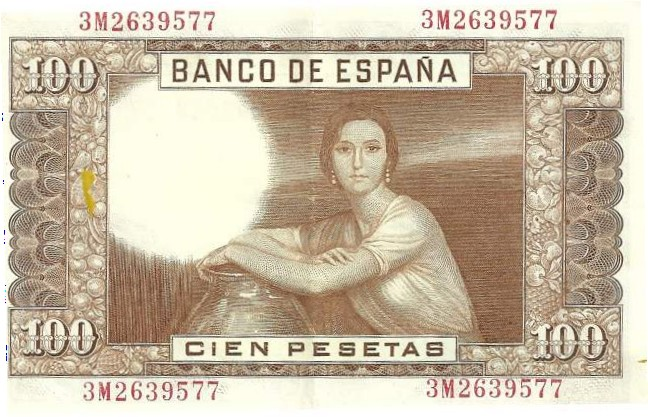
Una banconota da 100 pesete del 1953 che ritrae l'opera.

La Fuensanta venne esposta al padiglione cordovese dell'esposizione iberoamericana di Siviglia del 1929 e per molti anni se ne persero le tracce fino al 2007. Fino a quel momento, era nota solo una riproduzione in bianco e nero, che venne adoperata per la riproduzione del quadro nelle banconote da 100 pesete che erano in circolazione dal 1955 al 1978.
La tela fu localizzata grazie alla mostra «Arte en el Dinero. Dinero en el Arte» alla zecca argentina. Il suo proprietario, un cittadino argentino che l'aveva comprata nel 1994, contattò la direttrice dei musei municipali di Cordova, Mercedes Valverde, per l'autentificazione. Una volta che si scoprì che l'opera era l'originale, questa venne messa in vendita e, nonostante il comune di Cordova abbia cercato di acquistarla, finì all'asta della casa d'aste londinese Sotheby's il 14 novembre 2007. Un rappresentante del ministero della cultura spagnolo partecipò all'asta, ma il quadro venne alfine venduto per 1.173.375 euro a un acquirente anonimo.
Nell'aprile del 2017 quello che si credeva fosse il quadro fu localizzato in un'abitazione di Marbella appartenente all'ex gestore di una società di Ceuta, Antonio López, nell'ambito di un'operazione legale contro la corruzione; in realtà si trattava di una copia.

## Descrizione
Il quadro, definito il "più enigmatico" del pittore, ritrae una giovane seduta di tre quarti e con la testa girata, mentre guarda negli occhi lo spettatore. In alto a sinistra è visibile una fontanella dalla quale sgorga dell'acqua, facendo intuire che la donna si sta riposando dal suo compito di riempire d'acqua la grande brocca (il cántaro spagnolo) d'argento, sulla quale appoggia le braccia con un atteggiamento rilassato. I suoi vestiti semplici, una gonna rossa e una camicia bianca, contrastano con lo sfondo dai colori neutri e allontanano da altre opere dell'artista nelle quali le vesti dei personaggi sono più lussuose. L'illuminazione si concentra sulla parte centrale del dipinto, mettendo in risalto il volto, le braccia e il busto della modella. Viene anche illuminata la parte centrale della brocca enorme, enfatizzandone la consistenza e i dettagli. Nel cielo scuro e pieno di nuvole si apre un piccolo fascio di luce alla stessa altezza del viso della donna. Questo, insieme al suo sguardo sereno, focalizza l'attenzione dello spettatore e contrasta con la lucentezza della brocca.